# Bezirksamt Salem
| Basisdaten       | Basisdaten          |
| ---------------- | ------------------- |
| Staat            | Großherzogtum Baden |
| Kreis            | Seekreis            |
| Sitz             | Salem               |
| Bestandszeitraum | 1803–1857           |
| Einwohner        | 11.234 (1855)       |
| Gemeinden        | 17 (1855)           |

Das Bezirksamt Salem, anfänglich auch als Oberamt Salem oder Amt Salem bezeichnet, war im 19. Jahrhundert ein Verwaltungsbezirk im Großherzogtum Baden. Sein Gebiet gehört heute zum Bodenseekreis in Baden-Württemberg.

## Geschichte
Ein Oberamt Salem bestand bereits im 18. Jahrhundert auf dem Territorium der Reichsabtei Salem. Nach deren Säkularisation fiel es 1803 an die Markgrafschaft Baden und 1806 an das Großherzogtum Baden. In dessen Provinz des Oberrheins bestand 1807 das Amt Salem. Durch das Organisationsrescript vom 26. November 1809 wurde das Amt Salem dem neuen Seekreis zugeordnet. 1810 wurde das Amt vorübergehend als Amt Salmannsweiler bezeichnet und 1813 wurde es erstmals Bezirksamt Salem genannt. 1843 gab das Bezirksamt Salem den Ort Owingen an das Bezirksamt Überlingen sowie die Orte Adelsreute und Tepfenhard an das Bezirksamt Meersburg ab; gleichzeitig erhielt das Bezirksamt Salem vom Bezirksamt Heiligenberg die Orte Schiggendorf und Unteruhldingen. 1850 erhielt das Bezirksamt Salem außerdem die Gemeinden Rickenbach vom Bezirksamt Überlingen sowie Beuren, Frickingen, Leustetten, Roggenbeuren, Untersiggingen und Wittenhofen vom Bezirksamt Pfullendorf.
Am 1. August 1857 wurde das Bezirksamt Salem aufgelöst und in das Bezirksamt Überlingen eingegliedert.

## Einwohnerentwicklung
| Jahr | Einwohner | Quelle |
| ---- | --------- | ------ |
| 1814 | 4349      | [ 10 ] |
| 1823 | 4685      | [ 11 ] |
| 1834 | 4944      | [ 12 ] |
| 1855 | 8224      | [ 1 ]  |

## Gemeinden
Die folgende Tabelle enthält die Gemeinden, die dem Bezirksamt Salem angehörten, ihre Einwohnerzahl bei der Volkszählung von 1855 sowie ihre heutige Zugehörigkeit. Alle heutigen Gemeinden liegen im Bodenseekreis.
| Gemeinde         | Einwohner 1855 | Heutige Zugehörigkeit |
| ---------------- | -------------- | --------------------- |
| Bermatingen      | 602            | Bermatingen           |
| Beuren           | 642            | Salem                 |
| Buggensegel      | 177            | Salem                 |
| Frickingen       | 923            | Frickingen            |
| Grasbeuren       | 138            | Salem                 |
| Leustetten       | 278            | Frickingen            |
| Mimmenhausen     | 603            | Salem                 |
| Mittelstenweiler | 169            | Salem                 |
| Mühlhofen        | 265            | Uhldingen-Mühlhofen   |
| Neufrach         | 618            | Salem                 |
| Nußdorf          | 182            | Überlingen            |
| Oberstenweiler   | 141            | Salem                 |
| Oberuhldingen    | 451            | Uhldingen-Mühlhofen   |
| Rickenbach       | 228            | Salem                 |
| Roggenbeuren     | 130            | Deggenhausertal       |
| Salem            | 498            | Salem                 |
| Tüfingen         | 283            | Salem                 |
| Untersiggingen   | 315            | Deggenhausertal       |
| Unteruhldingen   | 296            | Uhldingen-Mühlhofen   |
| Urnau            | 219            | Deggenhausertal       |
| Weildorf         | 342            | Salem                 |
| Wittenhofen      | 724            | Deggenhausertal       |